# Flor doble

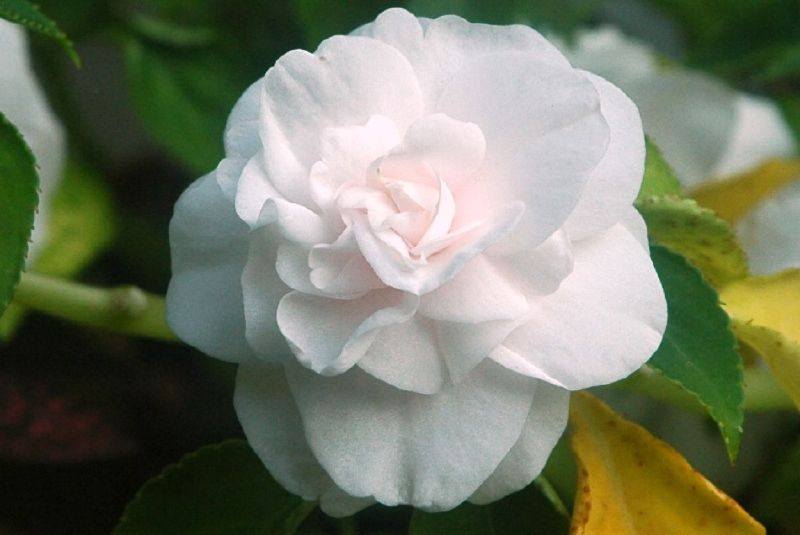
Una varietat d'impatiens de flor doble.

Una flor doble descriu varietats de flors amb pètals extra, que sovint contenen flors dins una altra flor. La característica de flor doble sovint es designa amb el nom científic de l'espècie amb l'abreviació fl. pl. (flore pleno, un cas ablatiu per voler dir amb flor completa). Les primeres flors dobles conegudes van ser en les flors comercials de jardineria incloent roses, camèlies i clavells. Poques varietats de flor doble provenen de llavors; moltes varietats de flor doble no tenen òrgans reproductors, per això són sexualment estèrils i s'han de reproduir per esqueix.

## Història
Les flors dobles són la primera forma documentada, des de fa uns 2.000 anys, d'anormalitat floral. Teofrast menciona flors dobles en els seus escrits de 286 aC. Plini el Vell també descriu roses dobles un segle abans de Crist. A la Xina, les peònies dobles eren conegudes i seleccionades cap al 750 dC, i al voltant del 1000 dC es van conrear varietats dobles de roses per formar la rosa de la Xina (un dels avantpassats de les roses de te híbrides modernes). Actualment, les varietats de roses més cultivades són de flor doble.

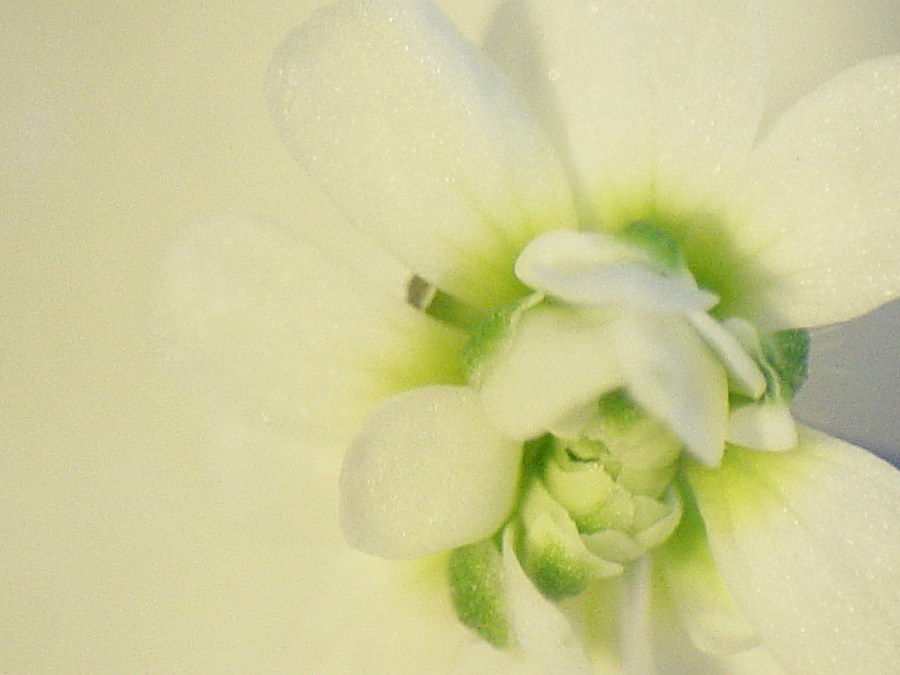
Arabidopsis de flor doble

Durant el Renaixement Rembert Dodoens va publicar una descripció de les flors dobles l'any 1568, i John Gerard va fer-ne il·lustracions de moltes el 1597.
La primera flor doble documentada de l'organisme model mutant Arabidopsis es va fer el 1873.

## Galeria

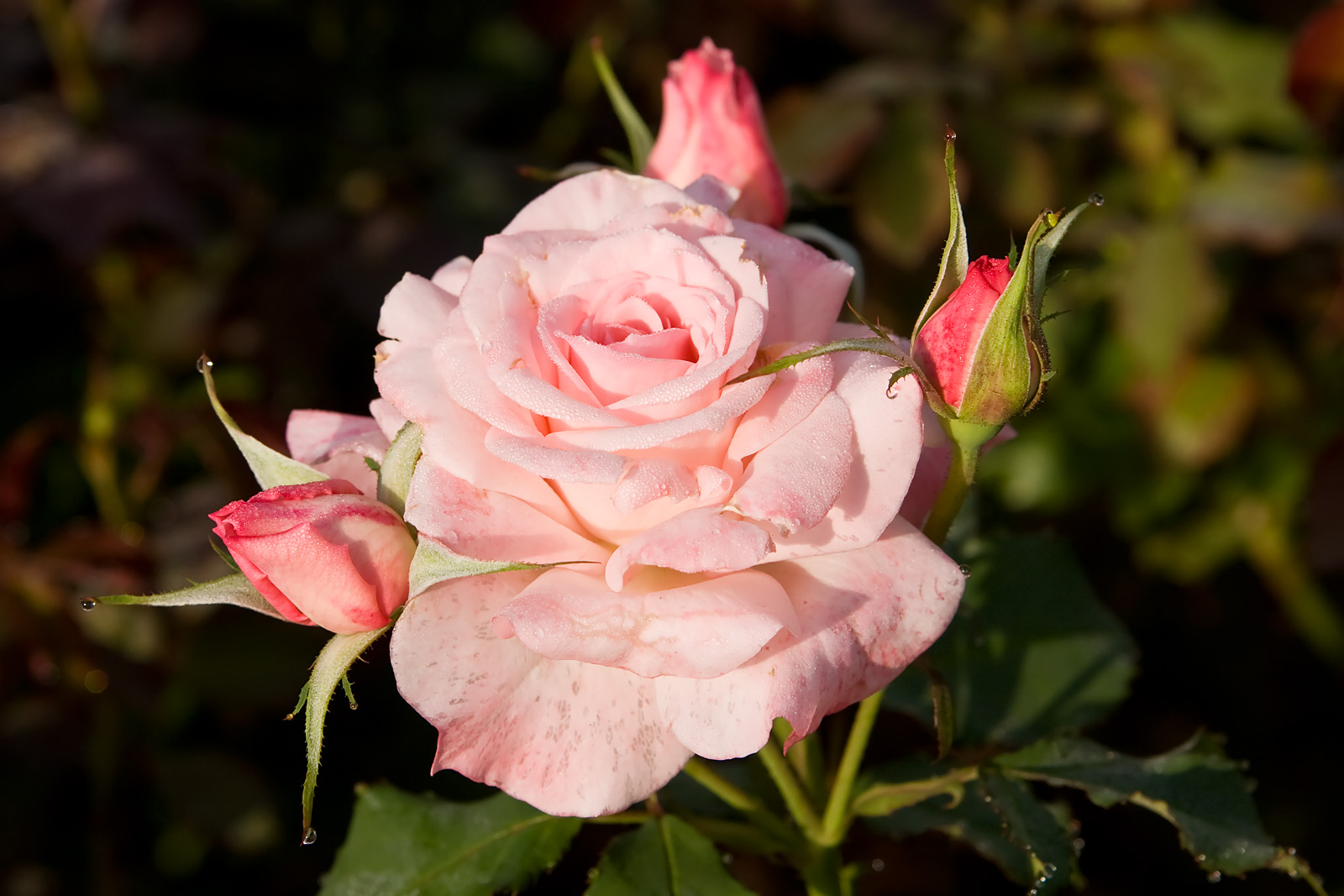
Roses de flor doble
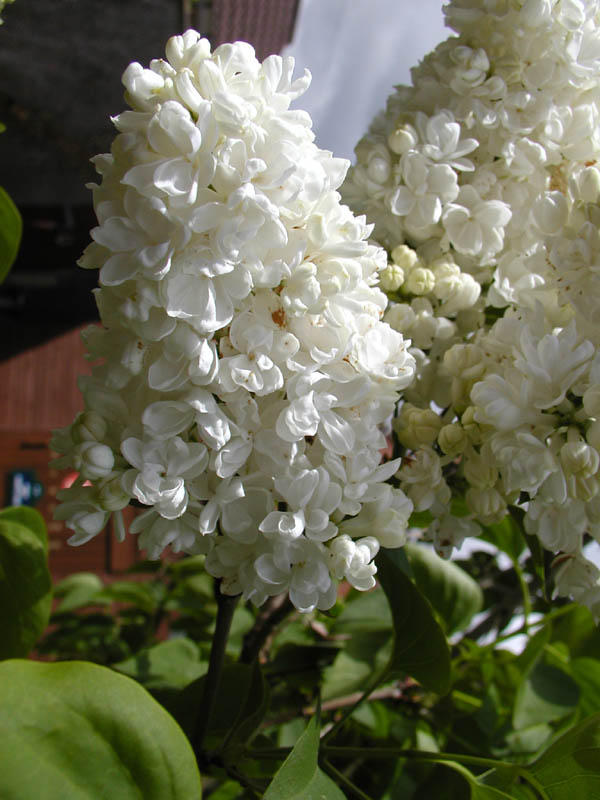
Lilà de flor doble
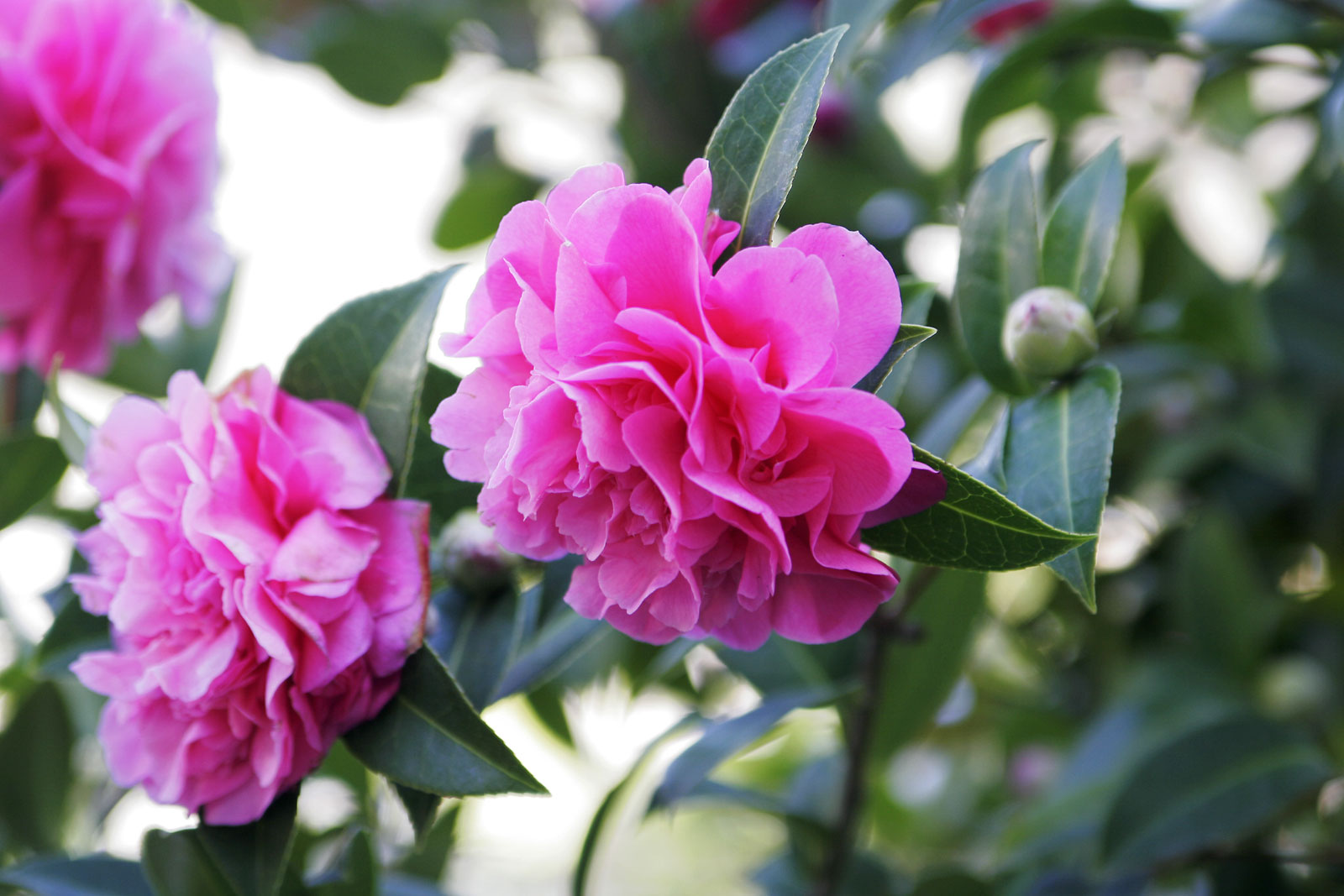
Camèlia de flor doble
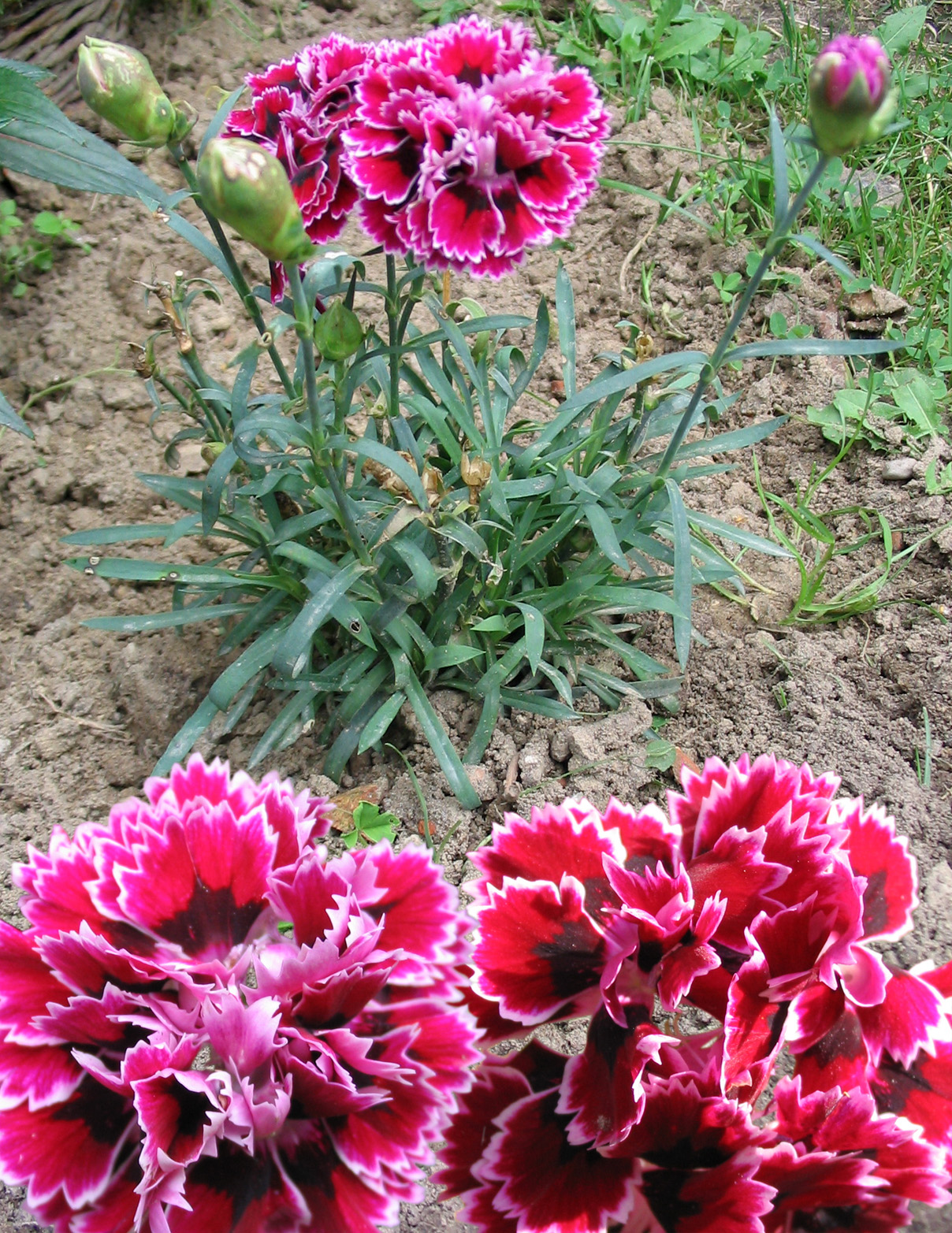
Clavells de flor doble
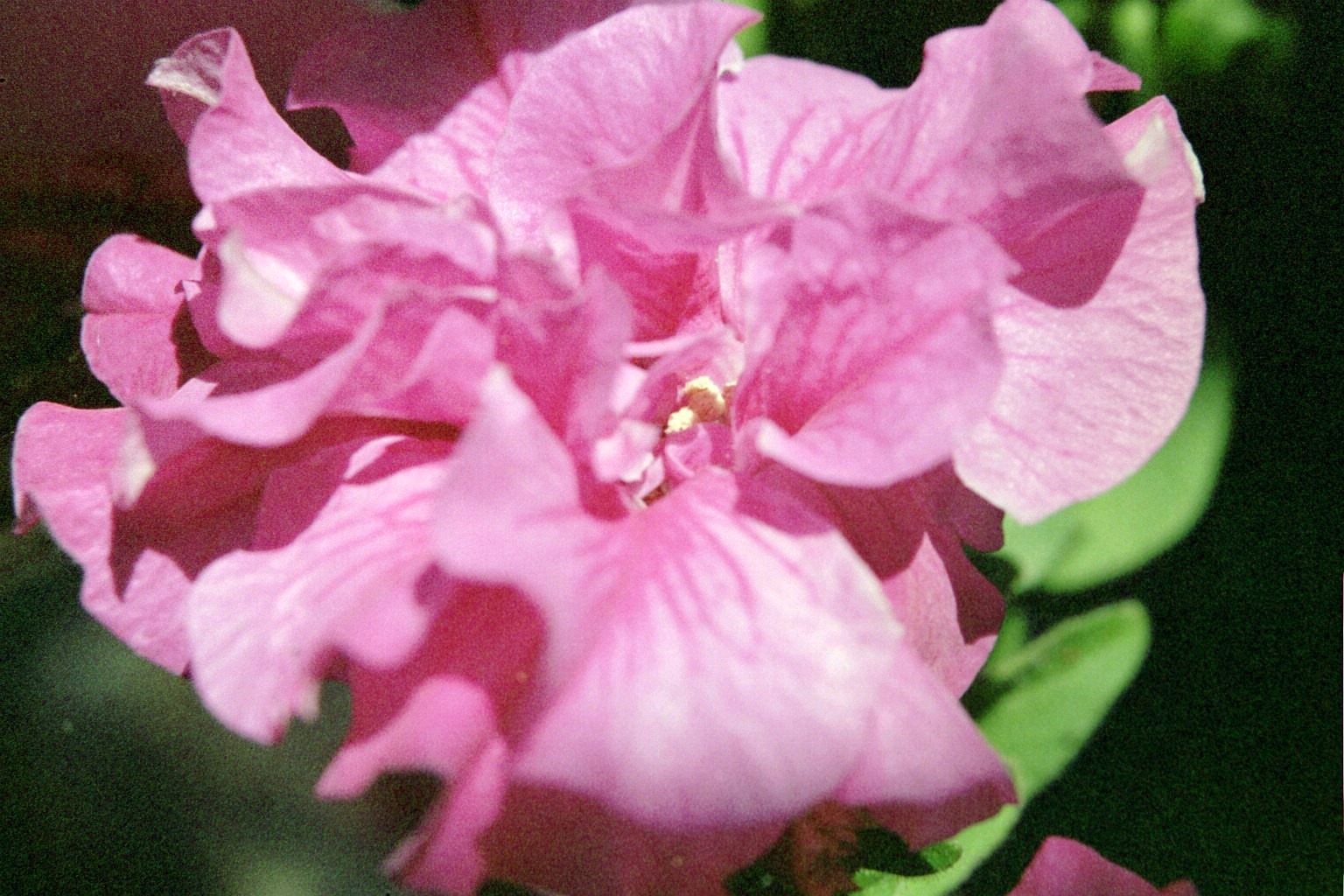
Petúnia de flor doble
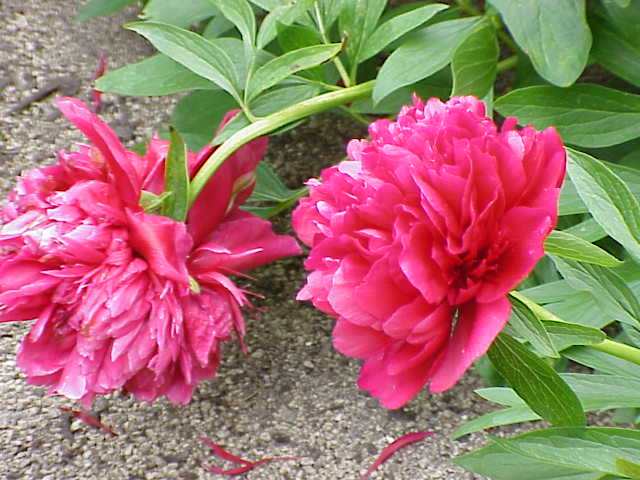
Peònia de flor doble

## Enllaçlosexterns
- Seller Website